# Дело Кигстра
Дело Кигстра — судебный процесс в Канаде по обвинению школьного учителя Джеймса Кигстра в пропаганде ненависти.

## Суть конфликта
Джеймс Кигстра родился в 1943 году. После окончания средней школы он работал автомехаником, а после окончания университета Калгари с 1968 года работал школьным учителем в государственной школе в Эквилле, провинции Альберта. Его специализацией были промышленный дизайн и социальные исследования. С 1957 года он был членом крайне правой антисемитской партии Social Credit Party of Canada, в 1972 году установил связи с канадским отделением Ку-клукс-клана.
Кигстра верил в существование всемирного еврейского заговора. Более 10 лет он пропагандировал своим ученикам антисемитизм и отрицание Холокоста. Во время занятий он описывал евреев как глубоко порочный народ, который «придумал Холокост для получения сочувствия». Он описывал евреев как «революционеров», «коварных», «самозванцев», «коммунистов», «тайных», «подлых», «манипулятивных» и «вводящих в заблуждение» Он учил, что еврейский народ был «варварским», «подрывным», «садистским», «материалистическим», «корыстолюбивым» и «прожорливым». Ученики, которые поддерживали его взгляды, как правило получали лучшие оценки, чем те, кто их не поддерживал.
Администрация школы очень неохотно реагировала на многочисленные жалобы в адрес Кигстра. Тем не менее, 7 декабря 1982 года контракт с ним был расторгнут, реально он был уволен 8 января 1983 года. После этого правительство подало иск против Кигстра в связи с пропагандой ненависти.

## Суд
Судебный процесс начался 9 апреля 1985 года и продолжался 71 день. Кигстра нанял правого адвоката Дуга Кристи представлять его интересы.
Суд признал Джеймса Кигстра виновным в «преднамеренной пропаганде ненависти к идентифицируемой группе» по статье 319, пункт 2 Уголовного кодекса Канады и оштрафован на 5000 долларов. Кигстра считал, что это нарушает его конституционные права на свободное выражение собственного мнения и подал апелляцию на решение суда.
Апелляционный суд провинции Альберта отменил приговор в 1988 году на том основании, что приговор нарушил свободу слова. Верховный суд Канады вновь направил дело обратно в Апелляционный суд провинции. При повторном рассмотрении дела в 1992 году Кигстра вновь признан виновным и приговорён к двум годам тюремного заключения и штрафу 3000 долларов. В 1994 году Апелляционный суд провинции отклонил вторую апелляцию. И, наконец, Верховный суд Канады оставил в силе второй приговор в силе в феврале 1996 года.

## После приговора
Вынесенный вердикт укрепил мнение Кигстра и его сторонников в существовании еврейского заговора. Потеряв преподавательскую работу Кигстра вновь стал автомехаником.